# Rogers Brubaker
Rogers Brubaker (Evanston (Illinois), 1956) is Amerikaans hoogleraar sociologie. Hij is bekend om zijn onderzoek naar maatschappelijke verbanden in relatie tot onder meer etniciteit en gender.

## Biografie
Brubaker werd geboren in Evanston, Illinois. Hij studeerde aan de Harvard-universiteit en de Universiteit van Sussex. In 1990 promoveerde hij aan de Columbia-universiteit.
Hij schrijft over thema's als sociale theorie, immigratie, burgerschap, nationalisme, etniciteit, religie, gender, populisme en digitale hyperconnectiviteit. Hij werkt aan de Universiteit van Californië in Los Angeles en UCLA Foundation Chair.